# Nemanja Vučurević
Nemanja Vučurević (serbisch-kyrillisch Немања Вучуревић; * 20. April 1991 in Novi Sad, SFR Jugoslawien) ist ein serbisch-slowenischer Eishockeyspieler, der seit 2018 erneut beim HK Vojvodina Novi Sad unter Vertrag steht und in der International Hockey League und der serbischen Eishockeyliga spielt.

## Karriere
Nemanja Vučurević, der neben der serbischen auch die slowenische Staatsbürgerschaft besitzt, begann seine Karriere als Eishockeyspieler in seiner Heimatstadt beim HK Vojvodina Novi Sad, für den er als 15-Jähriger in der serbischen Eishockeyliga debütierte. 2008 wechselte er zum Lokalrivalen HK Novi Sad, der allerdings bereits 2009 den Spielbetrieb einstellte. Daraufhin wechselte er zum slowenischen Spitzenklub HDD Olimpija Ljubljana, für den er sowohl in der slowenischen U20-Liga als auch in der Slohokej Liga antrat. 2010 kehrte er nach Serbien zurück und spielte für den HK Partizan Belgrad, mit dem er 2011 sowohl die serbische Meisterschaft als auch die Slohokej Liga gewinnen konnte. Nach diesen Erfolgen zog es ihn nach Schweden, wo er beim Varberg HK in der Division 2, der vierthöchsten Spielklasse des skandinavischen Landes, auf dem Eis stand. Aber noch vor Saisonende verließ er das Team von der Kattegatküste wieder und schloss sich erneut Partizan Belgrad an. Mit dem Hauptstadtklub konnte er sodann wie im Vorjahr sowohl die serbische Meisterschaft als auch die Slohokej Liga für sich entscheiden. Anschließend verließ er Serbien erneut und ging über den Großen Teich, wo er für die Bracebridge Phantoms in der kanadischen Juniorenliga GMHL spielte. 2013 kehrte Vučurević nach Europa zurück und spielte zunächst für den HDK Maribor in der österreichisch-slowenisch-italienischen Inter-National-League. Im September 2014 nahm er für den HK Beostar am IIHF Continental Cup 2014/15 teil. Anschließend wechselte er zu Lippe Hockey Hamm in die deutsche Oberliga West. Dort wurden der ETC Crimmitschau auf ihn aufmerksam, für den er 2015/16 zehn Einsätze in der DEL2 absolvierte. Anschließend kehrte er nach Serbien zurück, wo er zunächst ein Jahr für den HK Belgrad parallel in der MOL Liga und der serbischen Eishockeyliga eingesetzt wurde und 2017 serbischer Meister wurde. Danach wechselte er zum KHK Roter Stern Belgrad, mit dem er in der International Hockey League und der serbischen Eishockeyliga spielte und 2018 erneut den serbischen Titel holte. Anschließend kehrte er zum HK Vojvodina Novi Sad zurück, mit dem er 2022 einen weiteren serbischen Meistertitel gewann.

### International
Für Serbien nahm Vučurević im Juniorenbereich an den U18-Weltmeisterschaften 2007 (Division II), 2008 (Division III) und 2009 (erneut Division II) sowie den U-20-Weltmeisterschaften 2009 und 2010 (jeweils in der Division II) teil.
Im Herrenbereich spielte Vučurević für die serbische Mannschaft bei den Weltmeisterschaften 2010, 2022 und 2023 in der Division I und bei den Weltmeisterschaften 2011, als er die meisten Torvorlagen des Turniers lieferte, 2012, 2013, 2014, 2015, 2016, 2017, als er gemeinsam mit dem Australier Josef Rezek zweitbester Torschütze nach dem Rumänen Ede Mihály war, 2018, als er zum besten Spieler seiner Mannschaft gewählt wurde, und 2019 in der Division II. Zudem stand er bei den Qualifikationsturnieren für die Olympischen Winterspiele 2014 in Sotschi, 2018 in Pyeongchang und 2022 in Peking für seine Farben auf dem Eis.

## Erfolge und Auszeichnungen
- 2008 Aufstieg in die Division II bei der U-18-Weltmeisterschaft der Division III, Gruppe B
- 2011 Serbischer Meister mit dem HK Partizan Belgrad
- 2011 Gewinn der Slohokej Liga mit dem HK Partizan Belgrad
- 2011 Meiste Torvorlagen bei der Weltmeisterschaft der Division II, Gruppe A
- 2012 Serbischer Meister mit dem HK Partizan Belgrad
- 2012 Gewinn der Slohokej Liga mit dem HK Partizan Belgrad
- 2017 Serbischer Meister mit dem HK Belgrad
- 2018 Serbischer Meister mit dem KHK Roter Stern Belgrad
- 2019 Aufstieg in die Division I, Gruppe B bei der Weltmeisterschaft der Division II, Gruppe A
- 2022 Serbischer Meister mit dem HK Vojvodina Novi Sad

## Slohokej Liga-Statistik
(Stand: Ende der Saison 2011/12)